# Señorío de la Torre de Telleiro

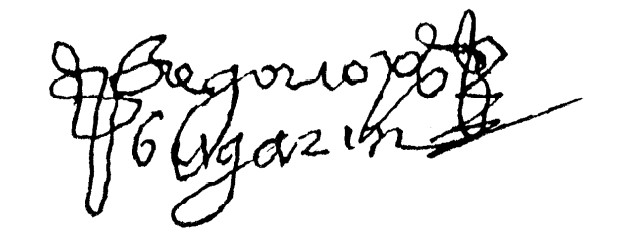
Firma de Don Gregorio Pérez Bugarín y Borreiros I Señor de Telleiro

El Señorío de la Torre de Telleiro fue un señorío de Galicia otorgado en fecha desconocida por el rey Felipe III de España al mercader Gregorio Pérez de Bugarín y Borreiros,hijo de Gregorio Pérez de Bugarín y Fuentefría "el mozo" y de María Afonso de Borreiros. A su muerte, el 22 de septiembre de 1627, le sucedió su hija Juana Pérez de Bugarín, quien se casó con Domingo Gabiño y Pérez, y juntos otorgaron testamento cerrado por el que fundaron mayorazgo el 21 de abril de 1667. El mayorazgo y señorío pasarían a posesión de su hijo Juan Antonio Gabíño Bugarín.

## Denominación

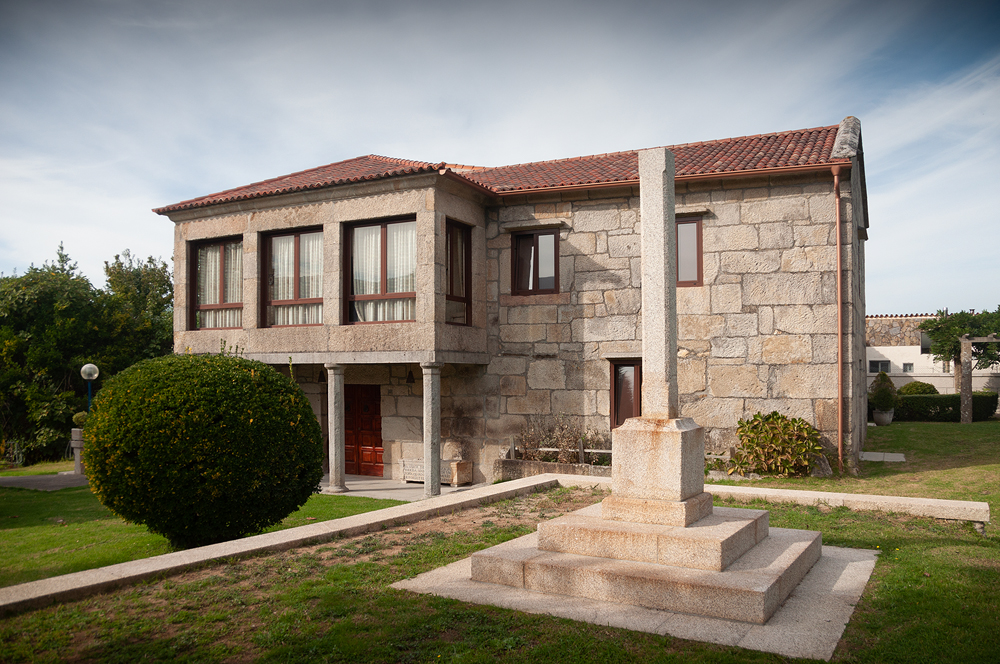
Pazo de Telleiro

El nombre proviene por el lugar y pazo de Telleiro de la feligresía de San Martiño de Borreiros en el municipio de Gondomar en la provincia de Pontevedra, el cual desde se convirtió en la sede de Orden Católica Misioneras de María Mediadora tras la muerte de su fundadora y última dueña Rosario Fernández Pereira en 1992.

## Historia
Los primeros titulares del Señorío de Telleiro (evocador topónimo que recuerda la existencia en el lugar de hornos en los que se cocían tejas) o pazo de Gabiño, fueron Gregorio Pérez Bugarín quien heredó las propiedades de Telleiro de y su madre María Afonso de Borreiros, y que originalmente habían pertenecido a la familia de su esposo, el enriquecido campesino Amaro González, quien falleció sin herencia. El linaje de los Bugarín tiene su origen en el licenciado Gregorio Pérez de Bugarín y Moure, quien vivió a comienzos del siglo XVI y fue propietario de bienes en las localidades de Salvatierra de Miño y Tuy, en la provincia de Pontevedra. El linaje tuvo vinculación con familias de renombre como los del Ducado de Sotomayor y los Fuentefría, mercaderes y armadores navales, consolidada a través del matrimonio de Gregorio Pérez de Bugarín “el viejo” con María Pérez de Fuentefría.
Entre 1665 y 1667, durante el conflicto de la Guerra de Restauración, la casa de Telleiro sufrió un saqueo por parte de las tropas portuguesas invasoras de la comarca del Val Miñor, lo que dejó la propiedad en ruinas, y fue Juan Antonio Gabíño Bugarín, hidalgo y regidor perpetuo de Bayona, quien le restauró viñedos, cultivos, y le agregó la torre, aunque posiblemente con un carácter más ornamental que defensivo, y la cual aún existía en 1796. De los matrimonios contraídos por Juan Antonio surgirán las ramas de los Gabiño extendidas por Perú en personajes como María Rosa de Salazar y Gabiño VI condesa de Montemar hija de Agustín de Salazar y Muñatones del Condado de Monteblanco, y Chile. Esta diáspora llevaria a que el mayorazgo recaiga en la descendencia de una de las hijas,Juana Liberata Gabiño, casada con Manuel Antonio de Ocampo y Coronel, señor de la casa y mayorazgo de A Cruz, en Mañufe, y descendiente de los patronos del desaparecido monasterio benedictino de Donas. Su heredero fue Juan Antonio de Ocampo, abogado de la Real Audiencia de Galicia. La casa siguió en manos de la familia, emparentando con el mayorazgo de Avelar, en Gondomar, y la casa de Cernadas, en Chaín, hasta su última propietaria la convierte en sede de la Congregación de Misioneras de María Mediadora, donde murió en 1992.

## Armas
Las personales de Juan Antonio Gabíño Bugarín III señor de Telleiro, e incorrectamente atribuidas a los Gabíño: 

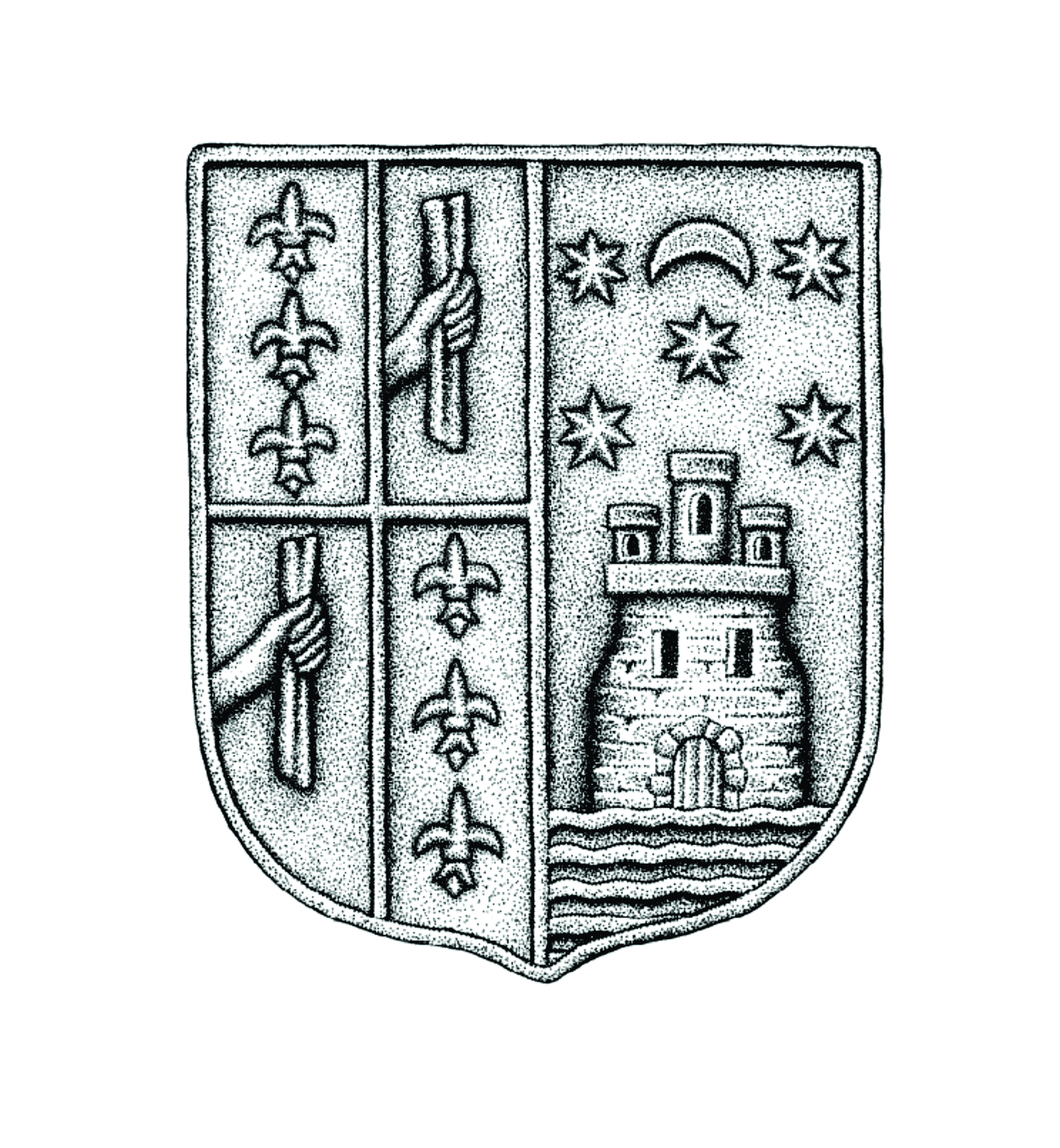
Armas de Juan Antonio Gabíño Bugarín, labra ubicada en Telleiro

Primero: Cuartelado a su vez. Primero y cuarto: De plata, tres flores de lis (de gules) puestas en palo. Segundo y tercero: De plata, una mano (de carnación) moviente del flanco diestro, sosteniendo un haz de palos. Armas del linaje Bugarín. Segundo: De azur, cinco estrellas (de oro), puestas en sotuer, sumada la de en medio de un menguante (de plata). Armas del linaje Vallecillo. Tercero: De gules, un castillo (de plata) sobre ondas (de azur y plata). Armas del linaje Sereno.
Es de notar dos elementos en este diseños, la flor de lis, agrupada en tres, y el brazo sosteniendo, por lo general varas de plata. Estos elementos gráficos son propios de la heráldica del apellido Bugarín, en particular el brazo sosteniendo varas de plata, y parecen tener su origen en el escudo de armas renacentista de licenciado Gregorio Pérez de Bugarín y Moure, quien portó el siguiente blasón desde comienzo del siglo XVI:
Primero: De plata, tres fajas jaqueladas (de gules y oro) de cuatro órdenes separadas, dos a dos, por un ceñidor (de sable). Sotomayor. Segundo: Cuartelado a su vez. Primero: De plata, tres cuadrifolias [flor de cuatro pétalos] (de sinople) sumadas en jefe de la letra “G”. Segundo: De azur, una mano (de carnación) moviente del flanco siniestro, sosteniendo un haz de palos. Tercero: De azur, una mano (de carnación) moviente de la punta, sosteniendo un haz de palos. Cuarto: De plata, tres cuadrifolias (de sinople) acompañadas en punta de la letra “P”. Armas del linaje Bugarín.

## Señores de Telleiro
|                         | Titular                                    |
| Creación por Felipe III | Creación por Felipe III                    |
| ----------------------- | ------------------------------------------ |
| I                       | Gregorio Pérez de Bugarín y Borreiros      |
| II                      | Juana Pérez de Bugarín                     |
| III                     | Juan Antonio Gabíño Bugarín                |
| IV                      | Juan Antonio Gabiño y Armida               |
| V                       | Antonio de Gabiño y Ocampo                 |
| VI                      | Francisco Antonio Pereira y Ocampo Coronel |
| VII                     | Tomás Pereira y Salgado                    |
| VIII                    | Matilde Pereira Quirós                     |
| IX                      | Dolores Pereira y Pereira                  |